# 데라즈촌
쓰야마촌(てらづむら)은 야마가타현 히가시무라야마군에 존재했던 촌이다.